# High/Low
High/Low è il primo album in studio del gruppo rock statunitense Nada Surf, pubblicato nel 1996.

## Tracce
1. Deeper Well – 3:55
2. The Plan – 4:31
3. Popular – 3:48
4. Sleep – 3:47
5. Stalemate – 3:38
6. Treehouse – 2:43
7. Icebox – 3:17
8. Psychic Caramel – 4:00
9. Hollywood – 2:20
10. Zen Brain – 4:28

## Formazione
- Matthew Caws - chitarra, voce
- Daniel Lorca - basso
- Ira Elliot - batteria